# Jessica Pieri
Jessica Pieri (* 24. April 1997 in Lucca) ist eine italienische Tennisspielerin.

## Karriere
Pieri, die mit fünf Jahren mit dem Tennisspielen begann, bevorzugt dabei den Sandplatz. Auf dem ITF Women’s Circuit hat sie bislang sechs Einzeltitel gewonnen.
Ihr erstes Profiturnier spielte sie im April 2013 in San Severo, wo sie bereits in der ersten Runde scheiterte. Ihr erster Turniersieg gelang Pieri im August 2015, als sie im Finale des Turniers von Innsbruck die Kroatin Iva Primorac mit 4:6, 6:1 und 6:3 in drei Sätzen bezwang.

## Turniersiege

### Einzel
| Nr. | Datum              | Turnier                  | Kategorie   | Belag | Finalgegnerin      | Ergebnis      |
| --- | ------------------ | ------------------------ | ----------- | ----- | ------------------ | ------------- |
| 1.  | 15. August 2015    | Innsbruck                | ITF $10.000 | Sand  | Iva Primorac       | 4:6, 6:1, 6:3 |
| 2.  | 27. September 2015 | Santa Margherita di Pula | ITF $10.000 | Sand  | Bianca Turati      | 6:1, 3:6, 6:4 |
| 3.  | 25. Oktober 2015   | Santa Margherita di Pula | ITF $10.000 | Sand  | Nina Stadler       | 6:4, 1:6, 7:5 |
| 4.  | 19. Juni 2016      | Sassuolo                 | ITF $10.000 | Sand  | Martina Spigarelli | 6:2, 6:3      |
| 5.  | 4. September 2016  | Mamaia                   | ITF $25.000 | Sand  | Jasmine Paolini    | 6:3, 6:4      |
| 6.  | 29. Oktober 2017   | Santa Margherita di Pula | ITF $25.000 | Sand  | Julia Grabher      | 6:4, 6:1      |